# TV Hüttenberg
Maillots
Dernière mise à jour : 12 septembre 2018.
Le TV Hüttenberg est un club allemand de handball situé dans la ville de Hüttenberg en Hesse. Fondé en 1969, le club joue quinze ans d'affilée dans les années 1970 à 1980 en Bundesliga. Le club retrouve Bundesliga lors des saisons 2011-2012 et 2017-2018 mais est à chaque fois relégué au terme de la saison.

## Histoire
- 1969 : Création du club après la fusion de TV Hochelheim et TV Hörnsheim
- 1972 : Montée en 2.Bundesliga Sud
- 1975 : Montée en Bundesliga
- 1977 : finaliste de la Coupe d'Allemagne
- 1978 : quarts de finale de la Coupe d'Europe des vainqueurs de Coupe et finaliste de la Coupe d'Allemagne
- années 90 : Chute du club, il évolue même un temps au 4e niveau allemand
- 2004 : Montée en 2.Bundesliga
- 2011 : Montée en Bundesliga mais relégation en fin de saison
- 2015 : Descente en 3e division
- 2016 : Montée en deuxième division
- 2017 : Montée en Bundesliga mais relégation en fin de saison

## Joueurs emblématiques
- Richard Boczkowski, Champion du monde 1978
- / Gennadij Chalepo
- Volker Michel : avant 1995
- Staffan Olsson : de 1989 à 1991
- Michael Paul
- Uli Schaus
- Horst Spengler, Champion du monde 1978